# Matsudaira Tadakazu
Matsudaira Tadakazu est un nom japonais traditionnel ; le nom de famille (ou le nom d'école), Matsudaira, précède donc le prénom (ou le nom d'artiste).
Le vicomte Matsudaira Tadakazu (松平 忠和) (14 septembre 1851 - 8 juin 1917) est le 8e et dernier daimyō du domaine de Shimabara dans la province de Hizen, à Kyūshū au Japon (dans l'actuelle préfecture de Nagasaki).

## Biographie
Tadakazu est le 16e fils de Tokugawa Nariaki du domaine de Mito et donc le frère cadet du shōgun Tokugawa Yoshinobu. En 1861, lorsque le 7e daimyō de Shimabara, Matsudaira Tadachika, meurt sans héritier, Tadakazu est choisi pour le remplacer et adopté à titre posthume comme son fils. Il exerce la fonction de daimyō à partir du 16 décembre 1861 et reçoit le titre de cour 5e inférieur le même jour.
Avec l'augmentation des activités anti-shogunales dans une partie du domaine de Satsuma au sud et du domaine de Chōshū à l'est, et avec le domaine de Saga voisin montrant des signes de penchant vers l'alliance anti-Tokugawa, la situation au domaine de Shimabara est de plus en plus incertaine. Pour aggraver les choses, Tadakazu reçoit l'ordre en provenance d'Edo de mener ses forces contre le domaine de Chōshū à la fois dans la première expédition punitive de Chōshū de 1864 et dans la deuxième expédition en 1866. Les deux expéditions sont extrêmement impopulaires parmi les samouraï, dont un grand nombre est tombé sous l'influence du mouvement Sonnō jōi.
En 1868, avec le début de la guerre de Boshin, il engage le domaine Shimabara à l'appui de l'empereur Meiji et prouve sa loyauté en engageant ses troupes pour la campagne du Nord contre le Ōuetsu Reppan Dōmei, et se bat à Akita et Morioka.
En juin 1869, le titre de daimyō est aboli et il est nommé gouverneur du domaine. Cependant, en 1871, le domaine de Shimabara lui-même est aboli avec l'abolition du système han et devient une partie de la nouvelle préfecture de Nagasaki. Tadakazu s'installe à Tokyo. Il sert plus tard comme prêtre en chef au Nikkō Tōshō-gū au cours de l'ère Meiji. Il est également fait vicomte (shishaku) dans le cadre du nouveau système nobiliaire (kazoku) mis en place par le gouvernement de Meiji.
Matsudaira Tadakazu décède en juin 1917 ; sa tombe se trouve au Honko-ji à Kōta dans la préfecture d'Aichi.

## Source de la traduction
- (en) Cet article est partiellement ou en totalité issu de l’article de Wikipédia en anglais intitulé « Matsudaira Tadakazu » (voir la liste des auteurs).